# Toyooka (Nagano)
Toyooka (豊丘村 Toyooka-mura?) es una villa en la prefectura de Nagano, Japón, localizada en la parte central de la isla de Honshū, en la región de Chūbu. El 1 de marzo de 2021 tenía una población estimada de 6458 habitantes y una densidad de población de 84 personas por km².

## Geografía
Toyooka se encuentra en el valle de Ina, en el sur montañoso de la prefectura de Nagano. El río Tenryū atraviesa la villa.

## Historia
El área de la actual Toyooka era parte de la antigua provincia de Shinano. Ruinas de los períodos del Paleolítico japonés, Jomon y Kofun indican un asentamiento continuo durante miles de años. Las aldeas de Kumashiro y Kouno se establecieron el 1 de abril de 1889. Las dos se fusionaron el 1 de abril de 1955 para formar la villa de Toyooka.

## Demografía
Según los datos del censo japonés, la población de Toyooka ha disminuido ligeramente en los últimos 50 años.
| Gráfica de evolución demográfica de Toyooka entre 1940 y 2015 |
|                                                               |
| Oficina de Estadísticas de Japón                              |